# Орден Кутузова
Це стаття про орден СРСР. Про державну нагороду Російської Федерації див.: Орден Кутузова (Російська Федерація).
О́рден Куту́зова — радянська військова нагорода часів німецько-радянської війни на честь російського воєначальника Михайла Кутузова. Заснований Указом Президії Верховної Ради СРСР від 29 липня 1942 року, одночасно з орденами Суворова й Олександра Невського.
Надалі до опису ордена були внесені часткові зміни Постановою Президії Верховної Ради СРСР від 30 вересня 1942 року, Постановою Президії Верховної Ради СРСР від 3 травня 1943 року і Указом Президії Верховної Ради СРСР від 19 червня 1943 року. В Указ Президії Верховної Ради СРСР від 8 лютого 1943 року було внесено зміну Указом Президії Верховної Ради СРСР від 26 лютого 1947 року.
Орденом Кутузова нагороджувалися командири Червоної Армії за добре розроблені й проведені плани військових операцій — фронтової, армійської або окремого з'єднання, внаслідок чого противникові завдано важкої поразки, а радянські війська зберегли свою боєздатність.

## Ступені
Нагородження орденом Кутузова проводилося Указом Президії Верховної Ради СРСР.
Орден мав три ступені.
Вищим ступенем ордена є I ступінь.
- I — нагороджувалися командувачі фронтами і арміями, їх заступники, начальники штабів.
- II — нагороджувалися командири корпусів, дивізій, бригад і начальники штабів.
- III — нагороджувалися командири полків, батальйонів, рот і начальники штабів полків.

Орден Кутузова носиться на правій стороні грудей. Орден Кутузова I ступеня розташовується після ордена Ушакова I ступеня, орден Кутузова II ступеня розташовується після ордена Ушакова II ступеня, а орден Кутузова III ступеня після ордена Суворова III ступеня.

## Опис ордена
Орден Кутузова I ступеня виготовляється із золота у вигляді опуклої п'ятикутної зірки, поверхня якої виконана у вигляді променів, що розходяться. Середина зірки є колом, покритим білою емаллю із золотим лавро-дубовим вінком по колу, перевитим внизу червоною емалевою стрічкою.
У центрі круга золоте рельєфне зображення Кутузова на тлі срібної кремлівської башти, увінчаною п'ятикутною зірочкою, покритою рубіново-червоною емаллю. Навколо зображення Кутузова, на білій емалевій стрічці, напис «рос. МИХАИЛ КУТУЗОВ». Ободки стрічки і напис золоті. Проміжки між кінцями золотої зірки покриті п'ятьма пучками срібних променів, що виходять з-під білої емалевої стрічки. Промені виконані з срібла.
Золотого вмісту в ордені першого ступеня — 19,976 ± 0,76 г, срібного, — 18,952 ± 0,734 р. Загальна вага ордена — 42,0 ± 1,8 г.
Другий і третій ступінь ордена виконані цілком зі срібла. Знак ордена Кутузова II ступеня виготовляється зі срібла, без вінка по кругу. Зображення Кутузова, напис МИХАИЛ КУТУЗОВ і нижня п'ятикутна зірка срібні, оксидовані.
Срібного вмісту в ордені другого ступеня — 36,161 ± 1,391 г. Загальна вага ордена — 37,3 ± 1,7 г.
Знак ордена Кутузова III ступеня не має емалі в центральному колі та на зірочці, що вінчає кремлівську башту. Зображення Кутузова, стрічка, що оперізує коло, і напис на стрічці оксидовані.
Срібного вмісту в ордені третього ступеня — 24,189 ± 1,369 г. Загальна вага ордена — 26,2 ± 1,5 г.

## Історія ордена
Орден Кутузова — другий після ордена Суворова по порядку заснування та старшинства «полководницький» орден. Це єдиний радянський орден, різні ступені якого засновувалися в різний час.
Указом від 8 лютого 1943 року додатково був введений III ступінь ордена Кутузова, що привело його у відповідність з орденом Суворова по посадах нагороджуваних. На відміну від ордена Суворова, орден Кутузова мав більш «оборонний» і «штабний» характер, що відображалося в його Статуті. Знаменно, що введений він був указом від 29 липня 1942 року, наступного дня після підписання знаменитого наказу Сталіна № 227 від 28 липня 1942 року, відомого у військах як наказ «Ні кроку назад!».
Рішення про створення полководницьких орденів Суворова, Кутузова й Олександра Невського було прийнято на початку червня 1942 року. Розробкою ескізів нових орденів займався Технічний комітет Головного Інтендантського управління Червоної Армії. У конкурсі на створення проєкту орденів брали участь художники Телятников І. С., Дмитриєв С. І., Москальов Н. І., Кузнєцов О. І., Каретников Н. О. та інші.
У результаті, 13 липня 1942 року приймальною комісією був затверджений проєкт художника Москальова Н. І., майбутнього творця проєктів орденів Богдана Хмельницького і Слави, а також медалей за звільнення міст.

## Кавалери ордена
Першими кавалерами ордена Кутузова I ступеня Указом Президії Верховної Ради СРСР від 28 січня 1943 року стали 17 воєначальників. Ордена отримали командувач Закавказьким фронтом генерал армії Тюленєв І. В. (за звільнення Північного Кавказу) та командувач Калінінським фронтом генерал-полковник Пуркаєв М. О. (за звільнення Великих Лук); заступник командувача Південного фронту генерал-лейтенант Захаров Г. Ф. і начальник штабу Донського фронту генерал-лейтенант Малінін М. С.; командувачі арміями генерал-лейтенанти Галанін І. В., Галицький К. М. (генерал-майор), Громадін М. С., Духанов М. П. (генерал-майор), Жадов А. С., Федюнинський І. І. та інші. Майже всі удостоїлися нагород за проведення операцій в районі Сталінграду.
Знак № 1 ордена Кутузова I ступеня отримав командувач 24-ю армією Донського фронту генерал-лейтенант Галанін І. В. за бої під Сталінградом. Пізніше Галанін став кавалером двох орденів Кутузова I ступені. Деякі радянські воєначальники були удостоєні нагородження орденом Кутузова I ступеня двічі і навіть тричі.
Трьома орденами Кутузова I ступеня було нагороджено п'ять осіб: Маршал Радянського Союзу Соколовський В. Д. (він же був кавалером трьох орденів Суворова I ступені), генерал-полковник Коротеєв К. А., генерал-полковник Штиков Т. Ф., генерал-полковник авіації Нікітін А. В., генерал-майор Владимирський О. В.
Єдиним адміралом, удостоєним ордена Кутузова I ступеня, став Горшков С. Г.
Указом Президії Верховної Ради СРСР від 28 січня 1943 року четверо командирів було нагороджено орденом Кутузова II ступеня: генерал-лейтенант Герасименко В. Ф., генерал-майори Козлов П. М., Мельник К. С. і Селиванов А. Г.
Знак ордена Кутузова II ступеня № 1 вручили командирові 13-ї гвардійської дивізії генерал-майорові Родимцеву О. І..
Першим кавалером ордена Кутузова III ступеня став майор Губин М. П., нагороджений 7 серпня 1943 року.
Орден Кутузова III ступеня № 1 отримав, згідно з Указом Президії Верховної Ради СРСР від 21 вересня 1943 року, полковник Михайло Тимофійович Парфенов, начальник штабу артилерії однієї з армій, що діяли на Курському напрямку.
Понад 100 офіцерів іноземних армій було нагороджено орденом Кутузова різних ступенів. Тільки першим ступенем ордена було відмічено близько 20 воєначальників дружних армій: генерал армії О. Бредли (США), віцеадмірал Г. Хьюітт (США), генерал Г. Крірар (Канада), головний маршал авіації Меллорі (Велика Британія) та інші.
За допомогу Радянській Армії в розгромі японських мілітаристів літом 1945 року і уміле керівництво бойовими операціями монгольської армії, заступник головнокомандувача монгольською народною армією Ю. Цеденбал був удостоєний ордена Кутузова I ступеня (головнокомандувач, маршал Х. Чойбалсан був нагороджений орденом Суворова I ступені).
Відомі випадки повторного нагородження іноземних офіцерів орденом Кутузова. Генерал броні Війська Польського Пігаревич В. А. був нагороджений двома орденами Кутузова II ступеня.
Всього орденом Кутузова I ступеня було проведено 675 нагороджень.
Орденом Кутузова II ступеня — 3326 нагороджень (зокрема 530 з'єднань і частин).
Орденом Кутузова III ступеня — 3328 нагороджень (зокрема 1060 з'єднань і частин).

## Орден в Російській Федерації
Орден був збережений в системі нагород Російської Федерації Постановою Верховної Ради Російської Федерації від 20 березня 1992 року № 2557, проте як нагорода Російської Федерації не має статуту й офіційного опису, нагородження орденом у Росії в наш час[коли?] не проводилися.